# Ciclovia Alpe Adria

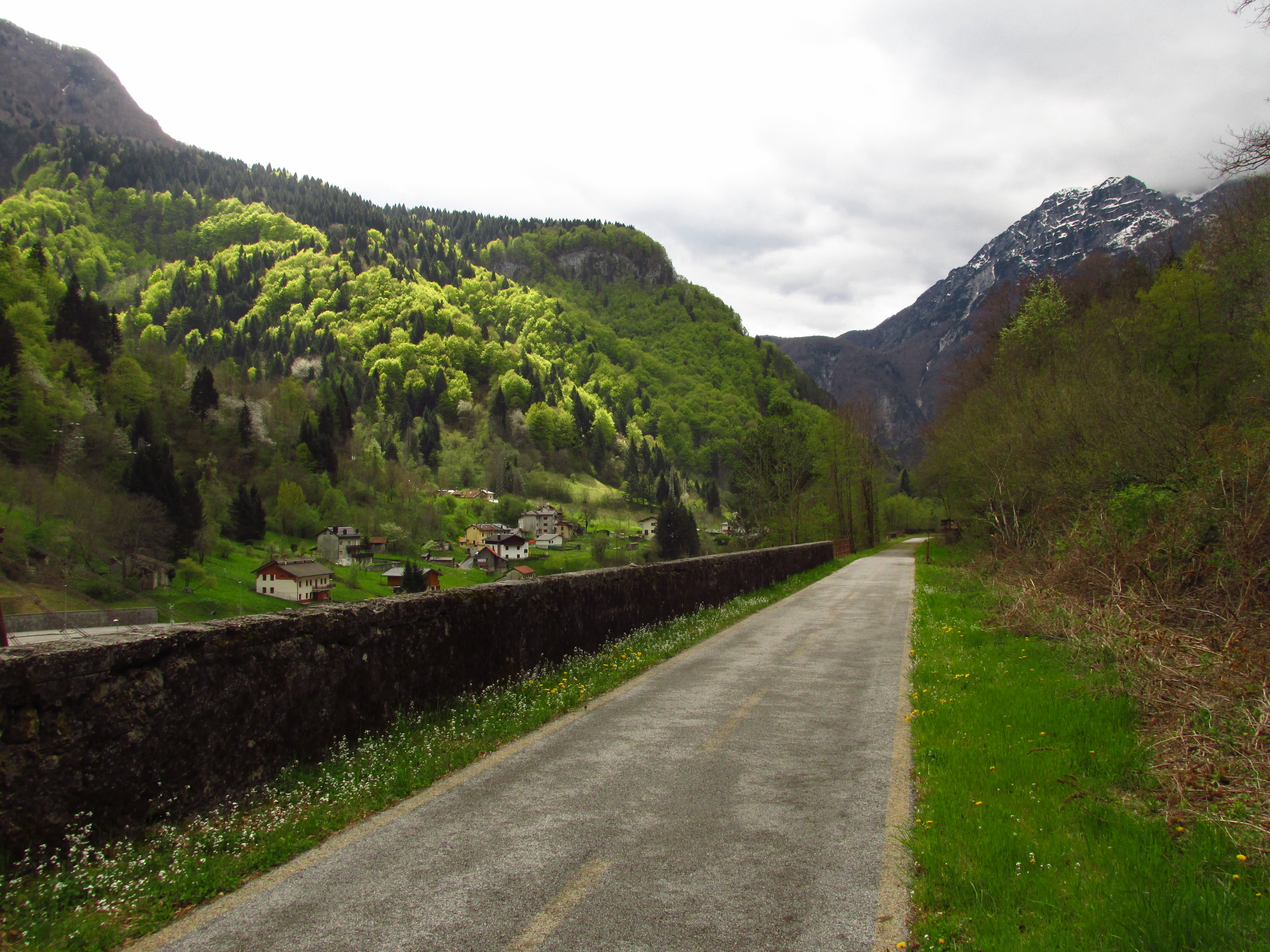
Ciclovia Alpe Adria nella primavera del 2016

La ciclovia Alpe Adria (in tedesco Alpe Adria Radweg; classificata in Italia come FVG 1 e in Austria come R3) è un percorso ciclabile che unisce Salisburgo, in Austria, a Grado, in Italia.

## Storia
In provincia di Udine, tra Resiutta e Tarvisio (stazione dismessa di Tarvisio Centrale), la pista ciclabile è stata realizzata riqualificando il vecchio tracciato a binario unico della ferrovia Pontebbana, dismesso dal 1985 al 2000 spostando il nuovo tracciato in gran parte in galleria, nella tratta tra Tarvisio e Moggio Udinese.
Il primo progetto della ciclovia venne abbozzato dalla stessa Provincia di Udine nel 1994. Questo, però, sembrò incontrare qualche difficoltà nell'abbandonare la prima fase ideativa e di studio per passare a quella progettuale.
L'inaugurazione del tratto italiano si svolse a tratte dal 2005 al 2009. Il 31 agosto 2011 i lavori giunsero a Chiusaforte e la vecchia stazione venne temporaneamente chiusa. Nel marzo 2014, una volta finiti i lavori, venne riaperta.

## Percorso
Il percorso si percorre nella sua totalità in 8 giorni da Salisburgo a Grado, percorrendo 415 km di cui circa 232 km in territorio austriaco e 183 km in territorio italiano, attraversando le valli delle Alpi Salisburghesi e delle Alpi di Carinzia e di Slovenia in territorio austriaco, le Alpi Giulie italiane (Val Canale), il Canal del Ferro e tutta la Pianura friulana orientale fino all'Alto Adriatico nel versante italiano.
Da Salisburgo (425 m), città di Mozart situata sulle rive del fiume Salzach ai confini settentrionali delle Alpi e dell'Austria, il percorso attraversa la valle del Salzach e la valle di Gastein fino a Böckstein. Da qui con il treno navetta in 11 minuti si raggiunge Mallnitz (1.191 m), e quindi di nuovo in bicicletta si attraversa la Carinzia toccando Spittal an der Drau, Villaco e Arnoldstein, al confine italo-austriaco. In territorio italiano il percorso si snoda in parte sul tracciato della vecchia linea ferroviaria dismessa, e da Tarvisio tocca Gemona, Udine, Aquileia e infine Grado sul mare Adriatico.
Tappe
- 1ª tappa: Salisburgo- Bischofshofen 54,00 km;
- 2ª tappa: Bischofshofen-Bad Gastein 51,86 km;
- 3ª tappa: Bad Gastein/Mallnitz-Spittal an der Drau 58,85 km;
- 4ª tappa: Spittal an d. Drau-Villaco 39,07 km;
- 5ª tappa: Villaco-Tarvisio 36,89 km;
- 6ª tappa: Tarvisio-Venzone 60,43 km;
- 7ª tappa: Venzone-Udine 55,44 km;
- 8ª tappa: Udine-Grado 59,07 km;

Dislivello
- Salisburgo-Grado: salita 2417 m / discesa 2842 m
- Grado-Salisburgo: salita 2842 m / discesa 2417 m